# Salakounou
Salakounou est un village du Cameroun situé dans la région du Centre et le département du Mbam-et-Kim. Il fait partie de la commune de Ntui.

## Population
En 1964, le village comptait 88 habitants, principalement Bafeuk.
Lors du recensement de 2005, on y dénombrait 451 personnes.